# Holger Bjärnlid
Gustaf Holger Bjärnlid, född 21 december 1927 i Linköpings församling i Östergötlands län, död 21 augusti 2018 i Stockholms Hedvig Eleonora distrikt, var en svensk militär.

## Biografi
Bjärnlid avlade officersexamen vid Krigsskolan 1954 och utnämndes samma år till fänrik vid Livgrenadjärregementet och befordrades 1963 till kapten. Han tjänstgjorde 1965–1968 vid Informationsavdelningen i Försvarsstaben. År 1970 befordrades han till major och 1972 till överstelöjtnant. Åren 1970–1978 var han chef för Informationsavdelningen vid Arméstaben tillika adjutant hos chefen för armén. Han befordrades till överste 1978 och var 1978–1981 ställföreträdande chef för Livgrenadjärregementet. Åren 1981–1984 var han chef för Östra Värnpliktskontoret och 1984–1992 chef för Näringslivets beredskapsbyrå vid Svenska Arbetsgivareföreningen.
Holger Bjärnlid invaldes 1979 som ledamot av Kungliga Krigsvetenskapsakademien.

### Utmärkelser
- Riddare av första klass av Svärdsorden, 1972.[4]